# Дуглас, Дензил
Доктор Дензил Лливелин Дуглас, англ. Denzil Llewellyn Douglas (род. 14 января 1953) — второй премьер-министр Сент-Китса и Невиса с 6 июля 1995 по 18 февраля 2015 года, лидер Лейбористской партии с 1989 по 2021 год. С 2022 года — министр иностранных дел.
Окончил Университет Вест-Индии.
После победы его партии на парламентских выборах в 1995 сменил на посту премьер-министра Кеннеди Симондса, в 2000, 2004 и 2010 годах вновь приводил партию к победе на парламентских выборах, с 1995 по 2000 и с 2008 по 2010 годы — одновременно министр иностранных дел. Проиграв парламентские выборы 2015 года, возглавил оппозицию, а после повторного поражения лейбористов в 2020 году оставил и пост лидера партии, на котором Дугласа сменил Терренс Дрю. После того, как тому удалось одержать победу на досрочных парламентских выборах в 2022 году, Дуглас вошёл в новое правительство лейбористов во главе с Дрю в качестве министра иностранных дел.